# Jost Capito
Jost Capito, né le 29 septembre 1958 à Neunkirchen, est un ancien dirigeant du sport automobile à la tête de Volkswagen Motorsport de 2012 à 2016 puis des l'écurie de Formule 1 McLaren puis Williams.

## Biographie
Jost Capito commence sa carrière dans le sport automobile en 1985 chez BMW où il travaille sur le développement des moteurs hautes performances. Cette année-la, il participe au Rallye Paris-Dakar comme mécanicien dans l'écurie où son père Karl-Friedrich Capito est pilote avec Karl Heinz Ströhmann sur un Mercedes-Benz Unimog.
Il intègre la division de course de Porsche en 1989.
En 1996, Jost Capito rejoint Sauber en tant que membre du comité exécutif. Il rejoint ensuite Ford où il travaille durant une dizaine d'années, chargé de faire avancer le développement de la Focus Mk1 RS, qui remporte le classement des constructeurs du Championnat du monde des rallyes de 2006 et de 2007.
Il rejoint Volkswagen en mai 2012. Sous sa direction, l'écurie Volkswagen domine le championnat du monde des rallyes, remportant un triplé des championnats pilotes et constructeurs.
En janvier 2016, il est annoncé qu'il rejoindra McLaren une fois que Volkswagen aura nommé son successeur. En juin, Jost Capito confirme à Autosport son départ à l'issue du Rallye d'Allemagne ; il célèbre la victoire du pilote Volkswagen Sébastien Ogier lors de cette dernière épreuve WRC de sa carrière, ajoutant qu'il s'attend à être en place chez McLaren pour le Grand Prix de Belgique fin août. 
Jost Capito prend ses nouvelles fonctions au sein de McLaren en septembre 2016. Son premier week-end de course avec sa nouvelle équipe a été le Grand Prix d'Italie. Le 19 décembre 2016, trois mois seulement après sa prise de fonction, McLaren annonce son départ.
En décembre 2020, Jost Capito devient le nouveau PDG de Williams Racing ; en juin 2021, il devient directeur de l'équipe jusqu'à son départ en décembre 2022.